# Aleksanteri Toivola
Aleksanteri „Santtu“ Toivola (* 4. März 1893 in Wyborg; † 27. August 1987 in Helsinki) war ein finnischer Ringer.
Aleksanteri Toivola trat 1916 in den Ringerverein Viipurin Voimailijat ein, für den auch Ringer wie August Pekkanen und Oskar Friman an den Start gingen. Anfang der 1920er Jahre stieg er zur Weltklasse im griechisch-römischen Stil auf. Bei den Ringer-Weltmeisterschaften 1921 in Helsinki gewannen die finnischen Ringer alle sechs Wettbewerbe. Toivola belegte im Federgewicht (Klasse bis 62 kg) den zweiten Platz hinter seinem Landsmann Kalle Anttila. Ebenfalls Silber hinter Antilla gewann Toivola bei den Olympischen Spielen 1924 in Paris, als die Finnen drei von sechs Wettbewerben im griechisch-römischen Stil gewannen. Vier Jahre später bei den Olympischen Spielen 1928 in Amsterdam belegte Toivola nach zwei Siegen und zwei Niederlagen den sechsten Platz.
Sein Sohn Lassi Toivola war bei fünf Olympischen Spielen zwischen 1972 und 1992 Schiedsrichter bei den Ringerwettbewerben.

## Erfolge
- 1921, 2. Platz, Ringer-Weltmeisterschaften 1921 in Helsinki, GR, Fg, hinter Kalle Anttila, Finnland und vor Erik Malmberg, Schweden und Eduard Pütsep, Estland
- 1924, Silber, Olympische Spiele in Paris, GR, Fg, hinter Kalle Anttila, Finnland und vor Erik Malmberg

## Finnische Meisterschaften
- 1922, 2. Platz, GR, bis 62 kg, hinter Väinö Ikonen und vor Juho Savolainen
- 1923, 2. Platz, GR, bis 67,5 kg, hinter Oskar Friman